# Джура (музыкальный инструмент)
Джура (турецкое произношение: МФА: [dʒuˈɾa]о файле) — щипковый струнный народный инструмент из Турции. Это самый маленький по размеру (имеет длину 55-60 см) и самый высокий по звучанию инструмент из семейства инструментов баглама. Он встречается почти в каждом регионе страны с различными размерами, настройками, техниками игры и названиями, включая dede sazi, parmak cura, üç telli cura, baglama curasi, tanbura curasi, balkan tambura и divan sazi. Два последних более крупные, чем обычная джура, а также на одну и две октавы ниже, соответственно.

## Строение
Инструмент состоит из трех основных частей: чаши (tekne), деки (göğüs) и грифа (sap). Чаша сделана из тутового дерева, можжевельника, бука, ели или дерева грецкого ореха, дека — из ели, а гриф — из бука или можжевельника. Лады привязываются к грифу леской, что позволяет регулировать их.

## Исполнение
На джуре обычно играют с помощью mızrap или tezene, медиатором, изготовленным из вишневой коры или пластика, но в некоторых регионах на ней играют пальцами в стиле, известном как Şelpe или Şerpe.